# Cowbit
Cowbit – wieś w Anglii, w hrabstwie Lincolnshire. Leży 63 km na południowy wschód od Lincoln i 137 km na północ od Londynu.